# Crosita elegans
Espèce
Crosita elegans est une espèce d'insectes coléoptères de la famille des Chrysomelidae et de la sous-famille des Chrysomelinae. Elle a une répartition paléarctique.